# Elmsee (Salzkammergut)
Der Elmsee ist ein kleiner Bergsee im steirischen Teil des Salzkammergutes im Gemeindegebiet von Grundlsee, im Süden des Toten Gebirges. Der See liegt am Fuß des Elm auf rund 1623 m ü. A. Der Elmsee befindet sich im Besitz der Österreichischen Bundesforste und steht unter Naturschutz.

## Beschreibung
Der Elmsee ist ein (oberflächlich) abflussloser Trogsee und entwässert vermutlich unterirdisch über den Hinteren Lahngangsee und von dort wiederum unterirdisch über Vorder- und Hinterbach in den Toplitzsee. Das Ufer im Nordwesten ist steinig mit Felsblöcken, sonst hat der See einen breiten Uferbereich mit Sand bzw. mineralischem Schlamm. Das Ufer fällt eher flach ab. Östlich des Sees befindet sich die Pühringerhütte, eine Schutzhütte des ÖAV.

## Geologie
Der Elmsee liegt in einer Geländemulde aus Dachsteinkalk. Kleinstückig bis roterdig verwitternder Radiolarit dichtet den Untergrund des Sees ab.

## Flora und Vegetation
Am Ufer wächst die Gebirgssippe des Haarblättrigen Wasserhahnenfußes sehr häufig. Daran anschließend in etwa 50 cm Tiefe gedeiht ein flächendeckender Gürtel aus Spiegelndem Laichkraut und Langblättrigem Laichkraut.

## Naturschutz
Der Elmsee liegt im Naturschutzgebiet NSG-a16 Totes Gebirge West das 1991 verordnet wurde. Er ist ebenfalls Teil des Europaschutzgebiets Totes Gebirge mit Altausseer See Europaschutzgebiet Nr. 35, das gemäß FFH- und Vogelschutzrichtlinie als Teil des Netzwerks Natura 2000 im Jahr 2006 verordnet wurde.

## Namenskunde
Der Berg Elm bei der Pühringerhütte, der Elmsee und die Elmgrube stammen von der früheren Bezeichnung elm für die Bergulme (Ulmus glabra) ab.